# Utolsó dal
Utolsó dal (węg. Ostatnia piosenka) – drugi studyjny album węgierskiego zespołu rockowego Bulldózer, wydany w lutym 2009 roku przez wytwórnię Exkluziv Music na CD

## Lista utworów
Źródło:
1. "Utolsó dal" (5:28)
2. "Veszélyes út" (3:48)
3. "Uralkodni jó nagyon" (4:44)
4. "Baj van!" (3:38)
5. "Nem érlek el" (3:22)
6. "Utcalány" (3:48)
7. "Kisember" (4:19)
8. "Iron Horses" (4:37)
9. "Két fél az egy egész" (3:45)
10. "Legyen" (6:05)
11. "Játszuk még ma el" (3:39)
12. "Álmok és szenvedély" (3:44)
13. "Nagy test" (3:36)

## Skład zespołu
Źródło:
- György Demeter – wokal
- Zoltán Pálmai – perkusja
- Tamás Jülek – gitara
- Jusztin Szabó – gitara basowa
- Béla Jankai – instrumenty klawiszowe
- Tamás Demeter – wokal